# Kokopelli (cràter)
Kokopelli és un cràter sobre la superfície del planeta nan Ceres, situat amb el sistema de coordenades planetocèntriques a 20.3 ° de latitud nord i 126.5 ° de longitud est. Fa un diàmetre de 34 km. El nom va ser fet oficial per la UAI el 25 d'agost del 2017 i fa referència a Kokopelli, déu de la fertilitat de la cultura navajo.